# 앤드루 응

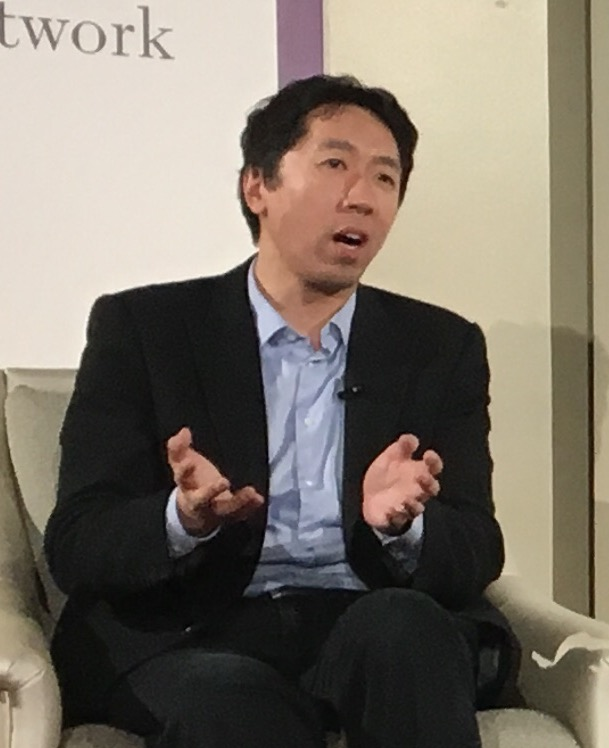

앤드루 응(Andrew Ng) (중국어 정체자: 吳恩達, 한어 병음: Wú Ēndá 우언다[*], 월병: ng4 jan1 daat6 응얀탁[*], 한자음: 오은달) 또는 응얀탁 (吳恩達, Yan-Tak Ng)은 영국 출생인 미국, 영국의 컴퓨터과학자이자 교육사업가로 기계 학습의 전문가이다. 홍콩인 출신의 영국 이민자 가정에서 태어났다. 박사 제자로 레 비엣 꾸옥이 있다.

## 같이 보기
- 로봇 운영체제
- 잠재 디리클레 할당
- 구글 브레인
- 코세라